# Chrysoprasis poticuara
Chrysoprasis poticuara là một loài bọ cánh cứng trong họ Cerambycidae.